# Pristimantis signifer
Pristimantis signifer es una especie de anfibio anuro de la familia Craugastoridae.

## Distribución
Esta especie es endémica del departamento de Chocó en Colombia. Habita entre los 1850 y 1860 m sobre el nivel del mar en la vertiente occidental de la Serranía de los Paraguas.

## Descripción
Los machos miden de 22.6 a 26.5 mm y las hembras de 29.2 a 32.8 mm.

## Publicación original
- Ruíz-Carranza, Lynch & Ardila-Robayo, 1997 : Seis nuevas especies de Eleutherodacrylus Dumeril & Bibron, 1841 (Amphibia : Leptodactylidae) del norte de la Cordillera Occidental de Colombia. Revista de la Academia Colombiana de Ciencias Exactas Físicas y Naturales, vol. 21, n.º 79, p. 155-174[6]